# 交流居住
交流居住（こうりゅうきょじゅう）とは、都会に居住する人たちが、都会と田舎の両方に滞在・居住する場所をもち、仕事、余暇、趣味、学習など多様な目的において使い分け、田舎では地元の人たちと交流をする生活スタイルを指す。総務省による施策の一つ。

## 経緯

### マルチハビテーション

#### 第4次全国総合開発計画におけるマルチハビテーション
1987年（昭和62年）に閣議決定された第4次全国総合開発計画の中で、大都市の住宅問題対策の1つとして、マルチハビテーションの考え方が提案された。

#### 第5次全国総合開発計画におけるマルチハビテーション
1998年（平成10年）3月に閣議決定された第5次全国総合開発計画「21世紀の国土のグランドデザイン-地域の自立の促進と美しい国土の創造-」において、「中小都市と中山間地域等を含む農山漁村の豊かな自然環境に恵まれた地域を、21世紀の新たな生活様式を可能とする国土のフロンティアと位置づけるとおもに、地域内外の連携を進め、都市的なサービスとゆとりある居住環境、豊かな自然を併せて享受できる誇りの持てる自立的な圏域」として、「多自然居住地域」の創造が謳われた。

#### 過疎地域自立促進特別措置法の制定
多自然居住地域としての過疎地域の役割と新たな過疎対策の方向が定められ、その趣旨を踏まえ、過疎地域の自立促進を図るために必要な特別措置を講じることとして、2000年（平成12年）3月に「過疎地域自立促進特別措置法」が制定された。

#### 過疎地域におけるマルチハビテーション
第5次全国総合開発計画において、「多自然居住地域と大都市や中枢・中核都市等との交流、連携による地域活性化の戦略の一つであり、都市と地域の交流人口を拡大する施策」、「住まい方に対する新たなニーズに対応するもの」としてマルチハビテーションが位置づけられた。

### マルチハビテーションから交流居住へ
『過疎地域におけるマルチハビテーションに関する調査　～都市と地域の「交流居住」推進による過疎地域の活性化方策～（2001年（平成13年）度 総務省自治行政局過疎対策室）』において、「観光・交流」が都市住民側がマルチハビテーションをはじめる大きなきっかけとなっていることが明らかとなった。更に、受け入れ自治体においても、自らの市町村の魅力を「美しい自然景観や自然環境の中で生活できること」と認識しており、「観光・交流」的な要素が大きいことも明らかとなった。これより、マルチハビテーションの振興にあたって、観光と交流を通じて進めていくことが効果的という方向に至った。

## 交流居住の意義
過疎地域では、人口流出の予防や地域間格差の是正等の施策に加えて、人口の自然減から予想される衰退を予防するための施策を、今のうちに講じることが重要なテーマとなっている。
過疎地域においては、過疎から脱却し自立していくことが求められているが、過疎地域の現状からすると、過疎市町村の独自の力だけで対応していくには限界にきており、過疎市町村が積極的に都市との交流を図っていくことが、いまや地域の活性化、自立促進にとって重要な要素となっている。
従って、過疎地域における交流居住は、地域を活性化させ、自立した地域の確立に貢献する施策として、また都市住民にとっては、より豊かな生活を実現する場、あるいは自己実現の場など多様な居住スタイルを実現する場としての意義を持つ。

## 交流居住の効果
交流居住は一般的な観光と定住の中間に位置し、様々な効果が期待できるとされている。
具体的には、一般の観光客に比べて来訪者と地域の関わりが密接であり、他方、都市に就業の場を持っている場合が多いので、雇用の場の確保もそれほど必要ないという利点がある。つまり、過疎地域にとって取り組みが比較的容易であると同時に、地域に多面的な効果と可能性をもたらしうるという点が特徴である。

## 交流居住の5分類
総務省では、交流居住を交流の段階ごとに5分類している。
（交流居住の時代　―過疎地域における交流居住の推進に関する調査II　2007年（平成19年）3月　総務省自治行政局過疎対策室より）
| タイプ                                    | 生活の拠点 | 田舎での滞在日数（1回あたり） | 田舎の来訪頻度               | 活動イメージ                                                                           | 田舎での主な滞在方法                                                                       |
| ----------------------------------------- | ---------- | ----------------------------- | ---------------------------- | -------------------------------------------------------------------------------------- | ------------------------------------------------------------------------------------------ |
| 短期滞在型 （ちょこっと田舎暮らし）       | 都市       | 1～3泊程度                    | 年1回～数回程度              | 田舎の生活体験、農林漁業体験（収穫体験など）、自然・アウトドア体験、お祭り参加など     | 公的宿泊施設、旅館、ホテル、民宿、農家民宿、民泊、貸別荘など                               |
| 長期滞在型 （のんびり田舎暮らし）         | 都市       | 1・2週間～3ヶ月程度           | 年1回～数回程度              | 保養、避暑・避寒、趣味（山歩き、陶芸、園芸など）、（仕事）                             | 別荘やマンション、空家など（所有・賃貸）                                                   |
| ほぼ定住型 （どっぷり田舎暮らし）         | 田舎       | ほぼ1年の大半                 | ほぼ定住（都市に年数回戻る） | 田舎での日常生活、仕事（ホームオフィス）、地域の仕事の手伝い、趣味・地域のサークル活動 | 別荘や空家など（所有・賃貸）                                                               |
| 往来型 （行ったり来たり田舎暮らし）       | 都市       | 週末（2～3日）                | 週末などに繰り返し           | 保養、趣味（山歩き、釣り、陶芸、菜園づくりなど）                                       | 別荘や空家など（所有・賃貸）、会員制宿泊施設、滞在施設付き市民農園（クラインガルテン）など |
| 研修・田舎支援型 （田舎で学んでお手伝い） | 都市       | 1週間～数ヶ月                 | 年1回～数回程度              | 研修・技術習得（農林業、伝統工芸など）、地域の仕事の手伝い（援農など）                 | 研修施設、従業員住宅、ホームステイなど                                                     |

　交流居住のススメ　はじめての方へ　にも概要が記述されている。

## 二地域居住との相違点
- 交流居住が「観光」を主な手がかりとしている点。

観光客から定住者まで段階的に捉えており、各人の心構えや現地への来訪経験値、各自治体の受け入れ態勢の状況などに応じて、考え方を活用できる。
- 団塊世代以外も対象としている点。

対象が田舎に関心がある都市住民であることから、団塊世代に限定していない。例えば、子育て世代や、農村暮らしを志望する若者にも焦点を当てている。
とはいえ、総務省の「交流居住」、国土交通省の「二地域居住」、農林水産省の「都市と農山漁村の共生・対流推進会議のデュアルライフ」等々、それぞれ各省庁の取り組みが目指す大きな方向性は共通しているため、相互のより一層の連携を望む声もある。

## 関連報告書
- 総務省自治行政局過疎対策室
  - 過疎地域におけるマルチハビテーションに関する調査　―都市と地域の「交流居住」推進による過疎地域の活性化方策　2002年（平成14年）3月
  - わがまち　わがむら自慢の田舎体験づくりガイド　―過疎地域と都市部との連携による交流促進に関する調査研究報告書　2003年（平成15年）3月
  - 交流居住の時代　―都市と田舎の新しいライフスタイルのススメ　2004年（平成16年）3月
  - 交流居住の時代　―過疎地域における交流居住にむけたニーズ分析に関する調査　2005年（平成17年）3月
  - 交流居住の時代　―過疎地域における交流居住の推進に関する調査　2006年（平成18年）3月
  - 交流居住の時代　―過疎地域における交流居住の推進に関する調査Ⅱ　2007年（平成19年）3月

### 関連する施策について
- 暮らしの複線化
- 二地域居住
- 都市と農山漁村の共生・対流推進会議
- テレワーク
- 過疎地域自立促進特別措置法

### 関連する概念について
- 観光、観光学、観光地、日本の観光、日本の観光地一覧
- 田舎
- 都市
- 過疎
- 交流人口
- アグリツーリズム、ニューツーリズム、オルタナティブツーリズム、サスティナブルツーリズム
- まちづくり